# Motoori Ōhira
Motoori Ōhira est un nom japonais traditionnel ; le nom de famille (ou le nom d'école), Motoori, précède donc le prénom (ou le nom d'artiste).
Motoori Ōhira (本居 大平, 17 mars 1756 - 23 octobre 1833) est un érudit du Kokugaku, successeur du maître de Motoori Norinaga. Son nom de plume est Fuji no Kakitsu (藤 垣内).

## Biographie
Ōhira naît à Matsuzaka dans la province d'Ise (à présent Matsusaka de la préfecture de Mie). Il est le fils d'Inagake Munetaka (稲懸 棟隆 ou 稲掛 棟隆), commerçant et élève de Norinaga. Ōhira entre à l'école de Norinaga à l'âge de treize ans et devient le fils adopté de Norinaga à l'âge de quarante-quatre ans. Motoori Norinaga sert le domaine de Wakayama. Cependant, Ōhira hérite d'un patrimoine de la maison de Motoori après la mort du Norinaga, parce que Motoori Haruniwa (本居 春庭), le premier fils de Norinaga, est devenu aveugle. En 1802, le domaine de Wakayama emploie Ōhira. Après le transfert d'Ōhira à Wakayama en 1809, l'école de Norinaga scinde l'école de Haruniwa à Matsuzaka et celle de Ōhira à Wakayama.
Le caractère de Ōhira est paisible, son seigneur a une grande confiance en lui. Ōhira lui enseigne la littérature classique japonaise et édite le Ise Zoku Fudoki (伊勢続風土記) qui est une chorographie. Il s'efforce de succéder dans l'étude de Norinaga et de diriger l'école. Il a jusqu'à plus de mille élèves.

## Ouvrages
Ōhira suit fidèlement la pensée de Norinaga mais lui-même ne propose pas de nouvelles idées personnelles.
- Kogaku no Kaname   (古学要)
- Tamahoko Hyakusyu Kai  (玉鉾百首解)
- Kagurauta Shinsyaku  (神楽歌新釈)
- Yasoura no Tama  (八十浦之玉)
- Inaba Syū  (稲葉集), anthologie de poèmes waka